# Dubai Mall
Le Dubai Mall, le plus grand des centres commerciaux aux Émirats arabes unis avec 800 000 m2 de surface commerciale pour 1 200 boutiques, a ouvert ses portes le 4 novembre 2008. Selon son promoteur, Emaar Properties, il est le plus grand centre commercial au monde. Le Mall est situé au pied de la Burj Khalifa, dont il fait partie intégrante de l’ensemble immobilier, à Dubaï.
En juin 2024, le promoteur immobilier Emaar Properties a annoncé une extension du Dubai Mall d'un montant de 1,5 milliard de dirhams (408 millions de dollars).

## Description
Le Dubai Mall couvre une surface totale de 1,1 million de m2, comprenant entre dix et quinze centres commerciaux dans ses murs, lesquels totalisent 836 000 m2 de surface commerciale et 1 200 boutiques. Un souk consacré au commerce de l'or réunira, à terme, près de 220 détaillants. Une « île de la mode » de 80 000 m2 abrite 450 magasins de haute couture ainsi que les premières Galeries Lafayette et Bloomingdale's du Moyen-Orient. Pour attirer le chaland, le centre comprend :
- le Dubai Aquarium & Underwater Zoo, l'un des aquariums les plus grands au monde, où nagent des requins, des raies et, au total, 85 espèces marines différentes, parmi les 33 000 animaux qu'il contient. L'aquarium détient la deuxième plus grande vitre (32,88 m de large, 8,3 m de haut, 750 mm d'épaisseur, et pesant 245 614 kg) pouvant résister aux 10 millions de litres d'eau qu'elle supporte ; elle n’est dépassée que par celle du plus grand aquarium du monde situé sur l'Île de Hengqin (Chine).
- une patinoire olympique dont la réfrigération utilise une technologie végétale capable de maintenir une épaisseur de glace d'environ 3,8 cm. Pouvant contenir jusqu'à 2 000 visiteurs, avec des équipements à la pointe de la technologie dont un écran à LED de 20 m × 10 m ;
- des chutes d'eau ;
- une vue sur la tour la plus haute du monde, la Burj Khalifa ;

Pour les plus jeunes, le premier parc à thème Sega y a ouvert ses portes sur 7 000 m2, un Kidzania sur 7 400 m2, et lie amusement et éducation.
Un multiplexe de 22 salles et The Grove, une rue au toit ouvrant complètent l'offre commerciale.
Plus de 120 restaurants et cafés, mais aussi The Address, un hôtel de luxe, cinq étoiles avec 250 chambres et 450 appartements seront à disposition des touristes. Environ 45 000 places de parking sont prévues.
Le centre a vendu plus de 60 000 billets pour l'Aquarium de Dubai et le Centre de Découverte dans les cinq premiers jours après son ouverture. Le Dubai Mall a accueilli plus de 37 millions de visiteurs dans sa première année d'exploitation, il attire plus de 750 000 visiteurs chaque semaine.

## Records du monde et réalisations
- Le plus grand centre commercial au monde avec une surface totale de 1 124 000 m2.
- L'aquarium du Dubai Mall expose la seconde plus grande vitre au monde (32,88 m de largeur, 8,3 m de hauteur, 750 mm d'épaisseur, et un poids de 245 tonnes).
- Plus grand magasin de bonbons[5] avec plus de 930 m2 à l'intérieur.
- Dubai Mall enregistre plus de cinq millions de visiteurs au mois de mars 2010, au cours du Festival de shopping de Dubaï d'un mois, le record de tous les temps de la plus grande fréquentation de visiteurs.
- Le Dubai Mall a accueilli 37 millions de visiteurs record dans sa première année d'exploitation, et attire plus de 750 000 visiteurs chaque semaine.
- Dubai Mall a été nommé la meilleure expérience de magasinage le 29 avril 2010 par Grazia Style Awards.
- Le centre commercial a gagné  deux prix pour le meilleur projet de commerce de détail (Retail Future Project Awards), en 2004, au MAPIC (marché international des professionnels de l’implantation commerciale[6]) de Cannes, l'un pour le meilleur schéma de développement en commerce de détail (Best Retail Development Scheme (Large)), l'autre pour la meilleure utilisation de la lumière en environnement commercial (Best Use of Lighting in a Retail Environment)[7]. La brochure du Dubai Mall a gagné trois prix au Summit Creative Awards 2005, de Portland (États-Unis)[7]
- En 2014, le Dubai Mall devient le lieu touristique le plus visité au monde, en comptabilisant près de 75 millions de visiteurs par an[8].

## Incidents et accidents
Le 25 février 2010, une fuite dans la voie d'eau a conduit de nombreux magasins à fermer temporairement et a forcé les acheteurs à évacuer le centre commercial. Il a rouvert le lendemain.